# 古山蟻亞科
古山蟻亞科隸屬於蟻科，是一個已滅絕的亞科，分布於歐洲與北美洲的始新世沉積層。

## 物種
- 古山蟻亞科 Formiciinae Lutz, 1986
  - 古山蟻族 Formiciini Lutz, 1986
    - 泰坦蟻屬 Titanomyrma Archibald, et al., 2011
      - 巨泰坦蟻 Titanomyrma gigantea (Lutz, 1986)
      - 盧氏泰坦蟻 Titanomyrma lubei Archibald, et al., 2011
      - 類泰坦蟻 Titanomyrma simillima (Lutz, 1986)

    - 古山蟻屬（英语：Formicium） Formicium Westwood, 1854 (collective group genus)
      - Formicium berryi（英语：Formicium berryi） (Carpenter, 1929)
      - Formicium brodiei Westwood, 1854
      - Formicium mirabile (Cockerell, 1920)

模式屬古山蟻屬與泰坦蟻屬在2011年被描述。古山蟻屬包含單單從翅膀化石描述的物種，古山蟻屬下有3個物種：在1920年被由Theodore D. A. Cockerell命名的 Formicium mirabile 、在1854年由約翰·額巴迪·韋斯特伍德描述的 Formicium brodiei ，此二物種皆於使新世中期的沉積層出土的前翅化石描述，地點為英國多塞特郡伯恩茅斯；第三個物種為1929年由 Frank M. Carpenter 描述的 Formicium berryi  ，出土於使新世中期的沉積層，地點為美國田納西州波雷爾，起初將該地層誤認為威爾科克斯層。F. berryi 是北美洲第一個紀錄的 Formicium 屬及古山蟻亞科物種。隨著泰坦蟻屬的出現，兩個由完整身體描述的物種被移動至其中，巨古山蟻（F. giganteum）與類古山蟻（F. simillima），變成巨泰坦蟻(
Titanomyrma giganteum)
與類泰坦蟻（T. simillima），泰坦蟻屬包括了第三個物種盧氏泰坦蟻（T. lubei） ，盧氏泰坦蟻的描述包含在描述泰坦蟻屬的論文之中，盧氏泰坦蟻是古山蟻亞科在北美洲的第二筆紀錄。

## 體型
目前該亞科沒有任何工蟻的紀錄，但巨泰坦蟻與類古山蟻有蟻后及雄蟻的紀錄，盧氏泰坦蟻有一筆蟻后的紀錄，泰坦蟻屬的蟻后體型和現在體型最大的螞蟻相似，只有威氏行軍蟻的蟻后能達到類似的大小，5.2公分，與泰坦蟻體型最小的物種盧氏泰坦蟻差不多。
古山蟻亞科的成員的棲地限制多，它們需要中等濕度的氣候，年均溫需高於20 °C（68 °F），這點與現生最大的螞蟻物種的限制相似。該亞科跨越歐洲及北美洲的方式，推測是藉由始新世的北大西洋陸橋擴散，路途上的均溫低於古山蟻亞科物種所需的溫度，因此推測當時出現了一連串使氣溫提高的事件，進而使其成功擴散。

## 外部連結
- 维基共享资源上的相關多媒體資源：古山蟻亞科
- 維基物種上的相關：古山蟻亞科